# 查武馬瀑布
查武馬瀑布（Chavuma Falls）是非洲中部國家贊比亞瀑布，位於該國西北部尚比西河上，毗鄰與安哥拉接壤的邊界，位差只有數公尺，附近城鎮有查武馬。
13°05′45″S 22°41′08″E / 13.09583°S 22.68556°E